# Roger Mostyn (cónego)
Roger Mostyn (1720 - 11 de abril de 1775) foi um cónego de Windsor de 1774 a 1775.

## Carreira
Ele foi educado na Westminster School e Christ's College, Cambridge e graduou-se BA em 1743 e MA em 1745.
Ele foi nomeado:
- Reitor de Eastling, Kent 1746 - 1752
- Reitor de Christleton, Cheshire 1752 - 1774
- Prebendário de Chester 1760 - 1775

Ele foi nomeado para a décima segunda bancada na Capela de São Jorge, Castelo de Windsor em 1774, e manteve a posição até 1775.